# جيم مالون
جيم مالون هو لاعب هوكي الجليد كندي، ولد في 20 فبراير 1962 في Chatham, New Brunswick ‏ في كندا.

## وصلات خارجية
- جيم مالون على موقع دوري الهوكي الوطني (الإنجليزية)
- جيم مالون على موقع EliteProspects.com (الإنجليزية)
- جيم مالون على موقع HockeyDB.com (الإنجليزية)